# Роберт Госп
Роберт Госп (нім. Robert Hosp, фр. Robert Hosp, 13 грудня 1939 — 5 жовтня 2021) — швейцарський футболіст, що грав на позиції нападника. Найбільш відомий за виступами за клуб «Лозанна», в якому був одним з кращих бомбардирів, а також національну збірну Швейцарії.

## Клубна кар'єра
Роберт Госп розпочав виступи на футбольних полях у клубі «Конкордія» з Базеля у 1957 році. У 1959 році перейшов до складу команди «Лозанна», у якій грав протягом дванадцяти років, був одним із кращих її бомбардирів. У складі команди став чемпіоном Швейцарії у 1965 році, та двічі ставав володарем Кубка Швейцарії. У 1971 році перейшов до клубу «Шенуа», у складі якого завершив виступи на футбольних полях. Помер Роберт Госп 5 жовтня 2021 року.

## Виступи за збірну
1960 року дебютував в офіційних матчах у складі національної збірної Швейцарії. У складі збірної був учасником чемпіонату світу 1966 року в Англії. Загалом протягом кар'єри у національній команді, яка тривала 8 років, провів у її формі 16 матчів, забивши 2 голи.

## Титули і досягнення
- Чемпіон Швейцарії (1):

«Лозанна»: 1964–1965
- Володар Кубка Швейцарії (2):

«Лозанна»: 1961–1962; 1963–1964